# Schloss Hubberg

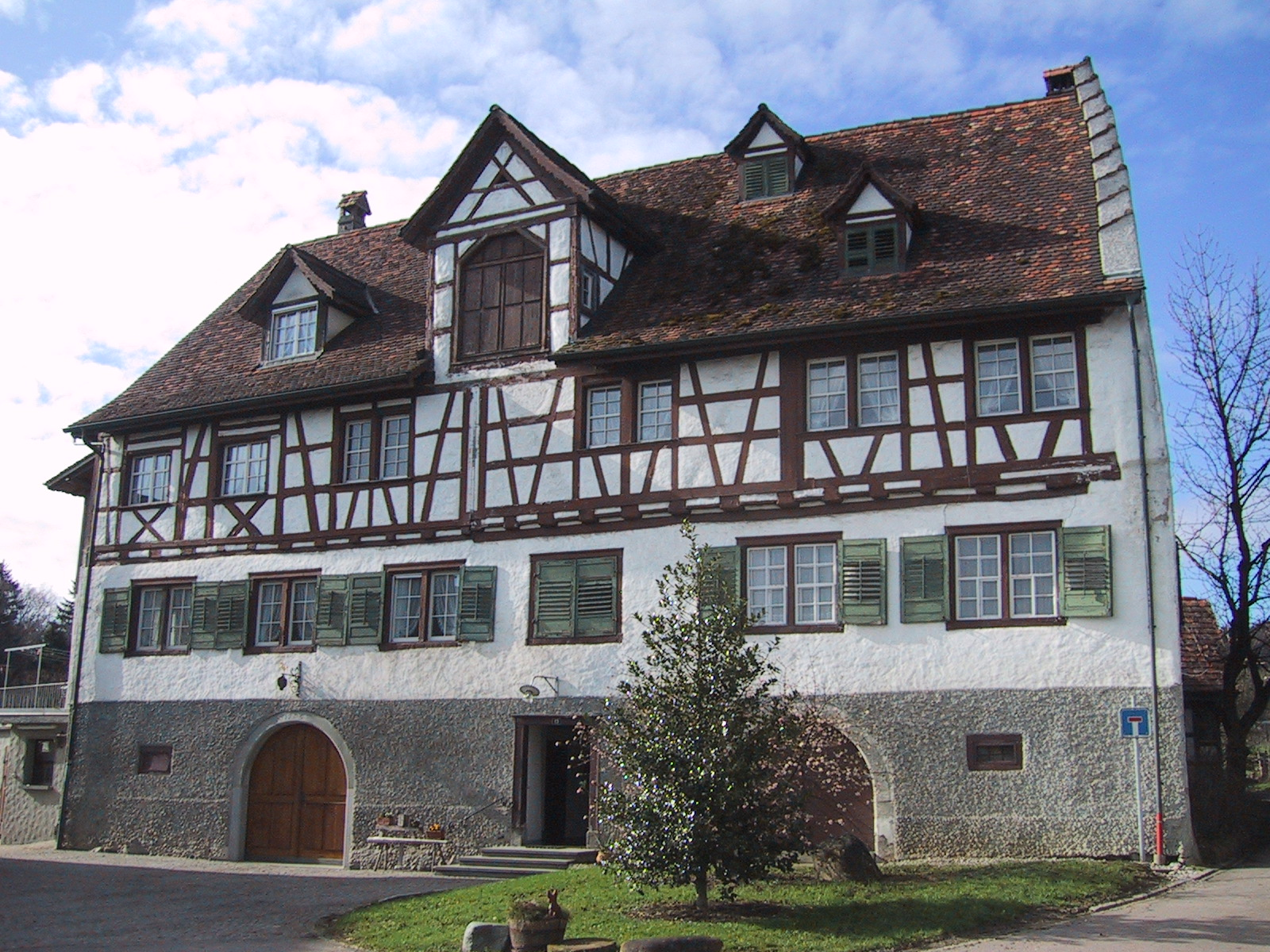
Schloss Hubberg in Fruthwilen

Das Schloss Hubberg steht im Thurgauer Dorf Fruthwilen, Gemeinde Salenstein. 
Erstmals erwähnt wurde das Schloss 1377. Seit 1399 ging das Gut an das Chorherrenstift St. Johann in Konstanz. 1580 kaufte es der Adlige Gabriel Reichlin von Meldegg, unter dem es den Status eines Freisitzes erhalten hatte und nun «Huebberg» genannt wurde. Nach einigen Besitzerwechseln wurde das Schloss 1799 an Fruthwiler Bauern verkauft. Seither blieb das Gebäude in bäuerlichem Besitz und wurde von mehreren Familien bewohnt. Nach dem Zweiten Weltkrieg wohnte im Hubberg Hans Leip während zwanzig Jahren zur Miete. Heute noch existiert eine Wandmalerei von ihm im 2. Stock.
Das Anfang des 18. Jahrhunderts innen barockisierte Doppelwohnhaus besteht aus zwei annähernd gleichen Hälften mit grossen Rundbogenportalen. Es hat zwei Massivgeschosse und ein Fachwerkgeschoss.